# L3 (siluro)
Il siluro L3, della DTCN (Direction Technique del Construction Navales, l'ufficio di progettazione della Marine nationale), è stato pensato per operare contro sottomarini operanti da 0 a 20 nodi di velocità, fino a 300 m di profondità. Il sistema di guida acustica, denominato AS-3T, aveva una portata di circa 600 m come massimo, con una spoletta dotata di acciarino magnetico. Ne esiste una versione da 533 mm per l'export.